# Bruno Gagliasso
Bruno Gagliasso Marques (Rio de Janeiro, 13 de abril de 1982) é um ator e produtor luso-brasileiro.

## Carreira

### 1991–04:Chiquititase primeiros trabalhos
Em 1991, enquanto acompanhava sua mãe que estava a trabalho na Globo, Bruno recebeu um convite de Daniella Perez, para fazer um papel na novela Barriga de Aluguel, de autoria de sua mãe Glória Perez. Entao Bruno estreiou como ator mirim com uma participação especial como o filho do Dr Barroso.
Em 1999, após alguns anos fazendo trabalho de publicidade e figurações, Bruno participou do episódio "Papai é Gay!", do programa Você Decide. No ano seguinte, transferiu-se para o SBT, onde despontou em sua primeira atuação mais expressiva em uma novela, quando participou de Chiquititas. Em 2001 assinou contrato com a Globo, emissora pela qual permaneceu contratado até 2020, para integrar o elenco da novela As Filhas da Mãe, como Artur, filho da personagem Rosalva, de Regina Casé.
Em 2003 interpretou o jovem Caetano, da minissérie A Casa das Sete Mulheres, personagem que existiu na vida real e era filho de Bento Gonçalves, herói da Revolução Farroupilha, que na produção foi vivido por Werner Schünemann. Seu desempenho chamou a atenção dos diretores do canal e lhe rendeu um papel de destaque na novela Celebridade. Na trama, encarnou o problemático Inácio, garoto que sofre rejeição e maus tratos da própria mãe, vivida por Deborah Evelyn, que o culpa pela morte de seu irmão. Com esse trabalho, firmou-se ainda mais na profissão e consagrou-se como um dos principais nomes da Globo, recebendo muitos elogios da crítica especializada.

### 2005–12: Amadurecimento

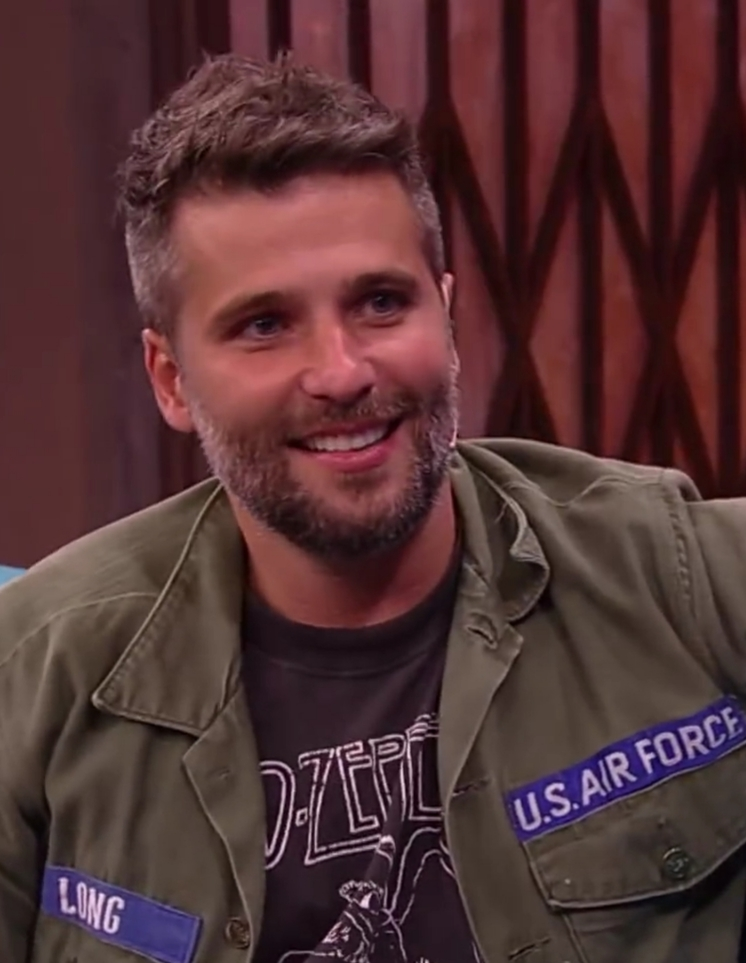
Gagliasso no programa Lady Night

Em 2005, interpretou o personagem Júnior,na novela América. Na obra, Júnior envolvia-se amorosamente com um funcionário da fazenda da mãe, interpretado pelo ator Erom Cordeiro, e tinha dificuldades de lidar com sua homossexualidade. Em 2006, encarnou o engraçado e estabanado garoto do interior Ricardo, no remake de Sinhá Moça. Na trama, seu personagem era famoso por envolver-se em confusões amorosas. Após sustentar uma paixão platônica pela misteriosa Ana do Véu (Isis Valverde), derrete-se de amores pela Baronesa de Araruna, interpretada pela atriz Patrícia Pillar. Ainda em 2006 estreou na dublagem no filme Deu Zebra!, dublando o personagem "Listrado", uma Zebra que tinha aspiração em se tornar uma montaria e também participar de corridas de cavalos. Em 2007 ganhou seu primeiro vilão em novelas, o Ivan de Paraíso Tropical. Em contraposição à sua última atuação, em 2008 viveu o romântico Eduardo de Ciranda de Pedra. Num emendo, no ano seguinte, reapareceu no vídeo como o esquizofrênico Tarso de Caminho das Índias. Em 2010 interpretou o papel do italiano bígamo Berillo Rondelli na novela Passione.
Na trama, seu personagem abandonou a mulher Agostina (interpretado pela atriz Leandra Leal) e o próprio filho, na Itália, e veio para o Brasil, com a desculpa de tentar uma vida melhor. Já no Brasil, formou uma nova família com a patricinha Jéssica (interpretado pela atriz Gabriela Duarte, garota rica e mimada, herdeira do Rei do Lixo, Olavo (interpretado pelo ator Francisco Cuoco). Só o que ele não sabe, é que Jéssica na verdade é tia de Agostina, e a própria está no Brasil a sua procura. Já em 2011, na novela das seis Cordel Encantado interpretou o perverso coronel Timóteo, o antagonista central da trama.

### 2013–presente: Trabalhos recentes
Em 2013, protagonizou o filme Mato sem Cachorro ao lado de Leandra Leal e a novela Joia Rara junto com Bianca Bin. A trama de Thelma Guedes e Duca Rachid ganhou o Emmy Internacional de melhor novela. Em 2014, o ator foi convidado para protagonizar o seriado de Glória Perez, Dupla Identidade, em que interpretou o serial killer, Edu. Em 2015 pôde ser visto em Babilônia no "horário das nove", no papel do grande vilão traficante e cafetão Murilo. No ano seguinte, foi cotado para a série Supermax, mas acabou deixando o elenco meses depois por gerar conflitos em sua agenda profissional. Ainda em 2016, vive o protagonista Mário na novela das 18h Sol Nascente.
Em 2017, ganhou projeção nacional ao dar uma nova roupagem de voz, na dublagem do filme As Aventuras de Paddington 2, produção inglesa e francesa, dublando o personagem título, onde havia também a participação do chefe de cozinha Henrique Fogaça, dublando o personagem "Montanha".
Em 2018 interpretou o protagonista Gabriel na novela das 21h O Sétimo Guardião.

## Vida pessoal
Durante as gravações da novela Chiquititas, namorou a atriz Thaís Fersoza. A relação durou de setembro de 1999 a dezembro de 2000. Em 2003, Bruno teve um breve relacionamento por alguns meses com a publicitária Viviane Sarahyba. Depois de terminar com Viviane, começou a namorar a atriz Danielle Winits, ficando noivos em 2004. Após nove meses de namoro, ela tatuou a letra “B” na perna. Quando se separaram, em outubro, a letra B virou a palavra em inglês “Believe” (acredite, em português). Ainda em 2004, namorou a também atriz Joana Balaguer por três meses. 
Durante as gravações da novela América, em 2005, conheceu a atriz Camila Rodrigues. Em agosto de 2006 se casaram. Anunciaram a separação em março de 2008. Houve uma tentativa de reconciliação, porém não deu certo. O casal se separou em definitivo em maio de 2008. Em 2009, ele se envolveu com a empresária e socialite Helena Bordon. Porém, o namoro durou menos de três meses, acabando em junho de 2009. 

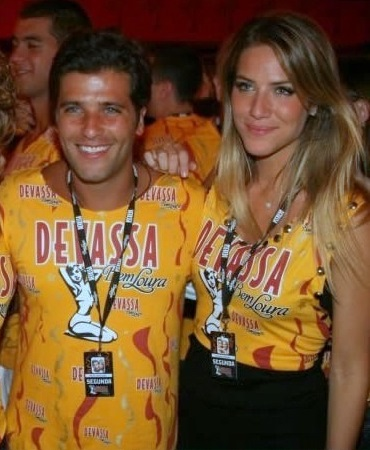
Bruno e a esposa, Giovanna Ewbank.

Bruno e a também atriz Giovanna Ewbank começaram a namorar em junho de 2009. Ficaram noivos três meses depois e se casaram em março de 2010 em uma cerimônia realizada em Petrópolis, no Rio de Janeiro. Em junho de 2012, foi confirmada a separação do casal. Em agosto do mesmo ano, eles reataram o casamento, após dois meses separados.
O ator já demonstrou estar envolvido nas causas das pessoas LGBT, ao citar o beijo entre pessoas do mesmo sexo na televisão como algo de relevância, para diminuir o preconceito. Durante o GQ Men of The Year 2015, o ator deu um beijo na boca do ator João Vicente de Castro, "Aos machistas de carteirinha, hipócritas de plantão e preconceituosos... O nosso carinho e nosso amor de homem com H! Que venha 2016", escreveu Gagliasso ao postar a foto do beijo em seu Instagram.
Em julho de 2016, Bruno e sua esposa Giovanna adotaram uma menina de quatro anos de idade chamada Chissomo, no Malawi (África), que foi apelidada de Titi. Em julho de 2019, o casal adotou novamente em Malawi, no sul da África, um menino de quatro anos chamado Bless. Em julho de 2020, Ewbank deu à luz Zyan, terceiro filho do casal.
O ator e empresário tem ascendência italiana por parte da mãe e portuguesa pelo lado do pai, e foi pela via paterna que adquiriu cidadania europeia junto com a família em 2021.

## Filmografia

### Televisão
| Ano  | Título                   | Personagem                            | Notas                          |
| ---- | ------------------------ | ------------------------------------- | ------------------------------ |
| 1991 | Barriga de Aluguel       | Filho do Dr. Barroso                  | Episódio: "1 de junho"         |
| 1999 | Você Decide              | Renato                                | Episódio: "Papai é Gay"        |
| 1999 | Mulher                   | Léo                                   | Episódio: "Mãe Menina"         |
| 1999 | Malhação                 | Aluno                                 | Episódio: "13 de julho"        |
| 2000 | Chiquititas              | Rodrigo Bragança D'Ávila              | Temporada 5                    |
| 2001 | As Filhas da Mãe         | José Carlos Rocha dos Anjos (Zeca)    |                                |
| 2001 | Malhação                 | Diego Malta (Primo de Cabeção)        |                                |
| 2002 | Desejos de Mulher        | Saulo de Gog                          | Episódio: "20–22 de março"     |
| 2002 | Sítio do Picapau Amarelo | Romildo / Romeu                       | Episódio: "Histórias Diversas" |
| 2003 | A Casa das Sete Mulheres | Caetano Gonçalves da Silva            |                                |
| 2003 | Celebridade              | Inácio Vasconcelos Amorim             |                                |
| 2005 | América                  | Roberto Sinval Fontes Júnior (Júnior) |                                |
| 2006 | Sinhá Moça               | Ricardo Garcia Fontes                 |                                |
| 2006 | Dom                      | Théo Vasconcellos                     | Especial de fim de ano         |
| 2007 | Paraíso Tropical         | Ivan Correia Novaes                   |                                |
| 2008 | Ciranda de Pedra         | Eduardo Ribeiro                       |                                |
| 2009 | Caminho das Índias       | Tarso Cadore                          |                                |
| 2010 | Passione                 | Berillo Rondelli da Silva             |                                |
| 2011 | Cordel Encantado         | Timóteo Cabral                        |                                |
| 2012 | 220 Volts                | Ele mesmo                             | Episódio: "Fama"               |
| 2012 | As Brasileiras           | Zé Sereno                             | Episódio: "O Anjo de Alagoas"  |
| 2013 | Joia Rara                | Franz Hauser                          |                                |
| 2014 | Dupla Identidade         | Eduardo Borges (Edu)                  |                                |
| 2015 | Tá no Ar: a TV na TV     | Eduardo Borges (Edu)                  | Episódio: "12 de fevereiro"    |
| 2015 | Babilônia                | Murilo Loureiro                       |                                |
| 2016 | Sol Nascente             | Mário De Angeli                       |                                |
| 2017 | Cidade Proibida          | Samarone                              | Episódio: "Caso Violeta"       |
| 2018 | O Sétimo Guardião        | Gabriel Marsalla Rocha Arantes        |                                |
| 2022 | Operação Maré Negra      | João Alves                            |                                |
| 2022 | Santo                    | Ernesto Cardona                       |                                |
| 2024 | Os Quatro da Candelária  | Jorge                                 |                                |
| 2025 | Impuros                  | Playboy                               | Temporada 6                    |

### Cinema
| Ano  | Título                                 | Personagem              | Notas             |
| ---- | -------------------------------------- | ----------------------- | ----------------- |
| 2002 | As Vozes da Verdade                    | Lucas                   | Curta-metragem    |
| 2005 | Deu Zebra                              | Listrado (voz)          | Dublagem          |
| 2012 | DES.                                   | Klaus                   | Curta-metragem    |
| 2013 | Mato sem Cachorro                      | Déco                    |                   |
| 2013 | 13Noir                                 | Homem                   | Curta-metragem    |
| 2014 | Isolados                               | Lauro                   | também coprodutor |
| 2014 | Jogos Clandestinos                     | Tobias                  |                   |
| 2016 | Helena                                 | Estudante               |                   |
| 2017 | TOC: Transtornada Obsessiva Compulsiva | Caio Astro              |                   |
| 2017 | Paddington 2                           | Paddington (voz)        | Dublagem          |
| 2018 | Todas as Canções de Amor               | Chico                   |                   |
| 2021 | Loop                                   | Daniel Moretto          |                   |
| 2021 | Marighella                             | Lúcio                   |                   |
| 2024 | Biônicos                               | Heitor                  |                   |
| 2024 | Arca de Noé                            | Andorinha Kilgore (voz) | Voz original      |
| 2024 | Paddington in Peru                     | Paddington              | Dublagem          |
| 2025 | Clarice Vê Estrelas                    | —                       | Produtor          |
| 2025 | Honestino                              | Honestino Guimarães     |                   |
| 2025 | Por um Fio                             | Fernando Varella        |                   |
| 2025 | Corrida dos Bichos                     | [ 58 ]                  |                   |
| 2026 | Makunaima XXI                          | Makunaima               |                   |

## Teatro
| Ano  | Título                  | Personagem | Nota                     |
| ---- | ----------------------- | ---------- | ------------------------ |
| 2001 | Os Meninos da Rua Paulo | [ 60 ]     |                          |
| 2002 | Teen Lover              | [ 60 ]     |                          |
| 2004 | Beijos de Verão         | –          | Produtor                 |
| 2008 | Um Certo Van Gogh       | Van Gogh   |                          |
| 2009 | Onde Está Você Agora?   | Gabriel    | Também diretor/cenógrafo |

## Prêmios e indicações
| Ano  | Prêmio                                     | Categoria                                  | Trabalho                            | Resultado |
| ---- | ------------------------------------------ | ------------------------------------------ | ----------------------------------- | --------- |
| 2003 | Prêmio Babado IG                           | Tudo de Bom                                | Bruno Gagliasso                     | Indicado  |
| 2005 | Melhores do Ano                            | Melhor Ator Coadjuvante                    | América                             | Indicado  |
| 2006 | Prêmio Contigo! de TV                      | Melhor Ator Coadjuvante                    | América                             | Venceu    |
| 2006 | Melhores do Ano                            | Melhor Ator Coadjuvante                    | Sinhá Moça                          | Venceu    |
| 2007 | Prêmio Contigo! de TV                      | Melhor Ator Coadjuvante                    | Sinhá Moça                          | Venceu    |
| 2007 | Capricho Awards                            | Gato Nacional                              | Bruno Gagliasso                     | Venceu    |
| 2007 | Capricho Awards                            | Melhor Ator Nacional                       | Paraíso Tropical                    | Indicado  |
| 2007 | Melhores do Ano                            | Melhor Ator Coadjuvante                    | Paraíso Tropical                    | Venceu    |
| 2007 | Prêmio Qualidade Brasil                    | Melhor Ator Coadjuvante Novela             | Paraíso Tropical                    | Venceu    |
| 2008 | Prêmio Contigo! de TV                      | Melhor Ator Coadjuvante                    | Paraíso Tropical                    | Indicado  |
| 2008 | Capricho Awards                            | Colírio Nacional                           | Bruno Gagliasso                     | Indicado  |
| 2008 | Prêmio Extra de Televisão                  | Melhor Ator Coadjuvante                    | Ciranda de Pedra                    | Indicado  |
| 2009 | Prêmio Contigo! de TV                      | Melhor Ator Coadjuvante                    | Ciranda de Pedra                    | Indicado  |
| 2009 | Capricho Awards                            | Colírio Nacional                           | Bruno Gagliasso                     | Indicado  |
| 2009 | Capricho Awards                            | Ator Nacional                              | Caminho das Índias                  | Venceu    |
| 2009 | Melhores do Ano                            | Melhor Ator Coadjuvante                    | Caminho das Índias                  | Venceu    |
| 2009 | Prêmio Melhores da Revista da TV - O Globo | Melhor Ator                                | Caminho das Índias                  | Venceu    |
| 2009 | Prêmio Extra de Televisão                  | Melhor Ator Coadjuvante                    | Caminho das Índias                  | Venceu    |
| 2009 | Prêmio Quem de Televisão                   | Melhor Ator                                | Caminho das Índias                  | Venceu    |
| 2009 | Prêmio Qualidade Brasil                    | Melhor Ator Coadjuvante Novela             | Caminho das Índias                  | Venceu    |
| 2010 | Prêmio Contigo! de TV                      | Melhor Ator Coadjuvante                    | Caminho das Índias                  | Venceu    |
| 2010 | Troféu Imprensa[carece de fontes?]         | Melhor Ator                                | Caminho das Índias                  | Indicado  |
| 2010 | Melhores do Ano                            | Melhor Ator Coadjuvante                    | Passione                            | Venceu    |
| 2010 | Prêmio Arte Qualidade Brasil               | Melhor Ator Coadjuvante Novela             | Passione                            | Indicado  |
| 2011 | Prêmio Contigo! de TV                      | Melhor Ator Coadjuvante                    | Passione                            | Indicado  |
| 2011 | Prêmio Quem de Televisão                   | Melhor Ator                                | Cordel Encantado                    | Venceu    |
| 2011 | Prêmio Qualidade Brasil                    | Melhor Ator Novela                         | Cordel Encantado                    | Venceu    |
| 2011 | Prêmio Extra de Televisão                  | Melhor Ator                                | Cordel Encantado                    | Indicado  |
| 2011 | Melhores do Ano                            | Melhor Ator                                | Cordel Encantado                    | Indicado  |
| 2012 | Prêmio Contigo! de TV                      | Melhor Ator de Novela                      | Cordel Encantado                    | Indicado  |
| 2013 | Melhores do Ano                            | Melhor Ator                                | Joia Rara                           | Indicado  |
| 2013 | Melhores do UOL e PopTevê                  | Melhor Ator                                | Joia Rara                           | Indicado  |
| 2013 | Melhores do UOL e PopTevê                  | Melhor Par Romântico (com Bianca Bin)      | Joia Rara                           | Indicado  |
| 2014 | Prêmio Contigo! de TV                      | Melhor Ator de Novela                      | Joia Rara                           | Indicado  |
| 2014 | Prêmio Quem de Cinema                      | Melhor Ator                                | Isolados                            | Indicado  |
| 2014 | Melhores do Ano                            | Melhor Ator de Série ou Minissérie         | Dupla Identidade                    | Venceu    |
| 2014 | Troféu APCA                                | Melhor Ator                                | Dupla Identidade                    | Indicado  |
| 2014 | Melhores do UOL e PopTevê                  | Melhor Ator                                | Dupla Identidade                    | Indicado  |
| 2014 | Prêmio F5                                  | Ator de Ano (serie ou minissérie)          | Dupla Identidade                    | Venceu    |
| 2015 | Prêmio Contigo! de TV                      | Melhor Ator de Série ou Minissérie         | Dupla Identidade                    | Venceu    |
| 2016 | Prêmio Quem de Televisão                   | Melhor Ator                                | Sol Nascente                        | Indicado  |
| 2017 | Troféu Internet                            | Melhor Ator                                | Sol Nascente                        | Indicado  |
| 2018 | Prêmio Faz Diferença - O Globo             | Diversidade                                | Bruno e Giovanna Ewbank             | Venceu    |
| 2018 | MTV Millennial Awards                      | Selfie do Ano                              | Bruno e Giovanna Ewbank             | Indicado  |
| 2018 | Meus Prêmios Nick                          | Ship do Ano                                | Bruno e Giovanna Ewbank             | Indicado  |
| 2019 | Troféu Internet                            | Melhor Ator                                | O Sétimo Guardião                   | Indicado  |
| 2019 | Brazilian Film Festival of Miami           | Melhor Ator                                | Todas as Canções de Amor            | Indicado  |
| 2019 | CinEuphoria Awards                         | Melhor Ator Coadjuvante                    | Marighella                          | Venceu    |
| 2020 | Meus Prêmios Nick                          | Ship do Ano                                | Bruno e Giovanna Ewbank             | Indicado  |
| 2020 | Los Angeles Brazilian Film Festival        | Melhor Ator                                | Loop                                | Venceu    |
| 2021 | Prêmio Ecoa                                | Vozes que Ecoam                            | Personalidade transformando o mundo | Indicado  |
| 2022 | Festival Sesc Melhores Filmes              | Melhor Ator Nacional                       | Marighella                          | Indicado  |
| 2022 | Festival Sesc Melhores Filmes              | Melhor Ator Nacional                       | Loop                                | Indicado  |
| 2022 | Prêmio Platino                             | Melhor Interpretação Masculina Coadjuvante | Marighella                          | Indicado  |
| 2022 | Grande Prêmio do Cinema Brasileiro         | Melhor Ator                                | Marighella                          | Indicado  |
| 2022 | Prêmio Guarani de Cinema Brasileiro        | Ator Coadjuvante                           | Marighella                          | Indicado  |
| 2022 | Prêmio iBest                               | Opinião e Cidadania                        | Bruno Gagliasso                     | Indicado  |
| 2022 | Prêmio Contigo!                            | Casal do Ano                               | Bruno e Giovanna Ewbank             | Indicado  |
| 2024 | Prêmio iBest                               | Família (Voto academia Ibest)              | Bruno e Giovanna Ewbank             | Venceu    |
| 2024 | Prêmio iBest                               | Influenciador Rio de Janeiro               | Bruno Gagliasso                     | Top 20    |
| 2024 | Prêmio iBest                               | Influenciador de Opinião                   | Bruno Gagliasso                     | Indicado  |
| 2024 | Prêmio iBest                               | Protagonista Influenciador                 | Bruno Gagliasso                     | Top 20    |
| 2025 | Prêmio Platino de Cinema Ibero-Americano   | Melhor Ator Coadjuvante de Série           | Os Quatro da Candelária             | Pendente  |